# Deni Avdija
Deni Avdija (Beit Zera, 3 de enero de 2001) es un jugador de baloncesto serbo-israelí que pertenece a la plantilla de los Portland Trail Blazers de la NBA. Con 2,06 metros de estatura, juega en la posición de alero o de ala-pívot.

## Trayectoria

### Profesional

#### Israel
Debutó con el primer equipo del Maccabi Tel Aviv en 2017.
Ganó tres ligas consecutivas, y tras ganar el MVP de la temporada en 2020, las previsiones del Draft de la NBA le situaba en la primera ronda de ese año.

#### NBA

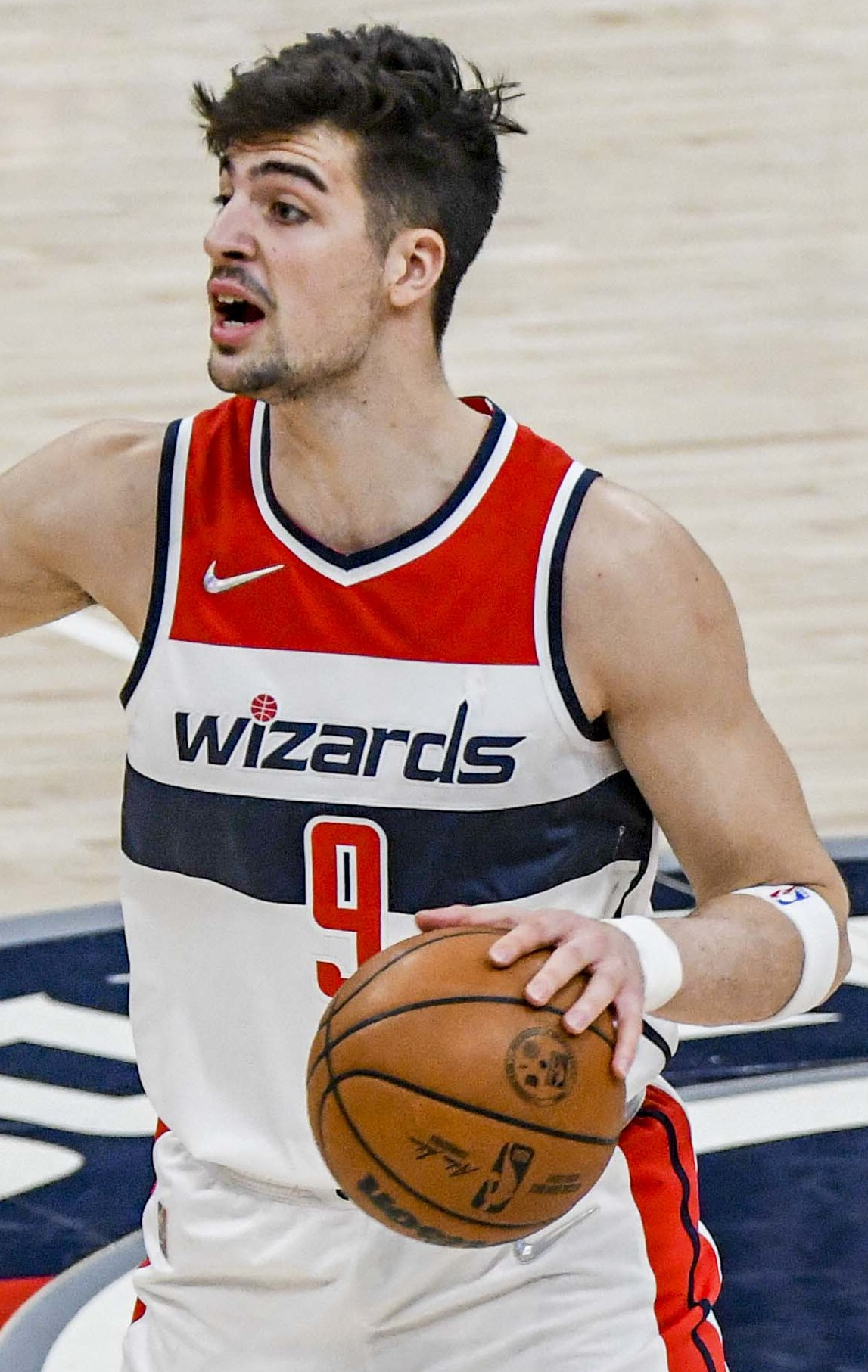
Avdija con los Wizards en 2022.

Finalmente fue elegido en la novena posición por los Washington Wizards del draft de 2020. Debutó en la NBA el 23 de diciembre de 2020 ante Philadelphia 76ers.
Durante su tercera temporada en Washington, el 30 de enero de 2023, consigue 25 puntos ante San Antonio Spurs.
En octubre de 2023 acuerda una extensión de contrato con los Wizards por 4 años y $55 millones. El 14 de febrero de 2024 ante New Orleans Pelicans consigue la mejor anotación de su carrera con 43 puntos.
El 26 de junio de 2024 es traspasado a Portland Trail Blazers a cambio de Malcolm Brogdon. El 2 de marzo de 2025 consiguió su primer triple-doble, con 30 puntos, 12 rebotes y 10 asistencias, en una derrota por 129-133 ante Cleveland Cavaliers. Se convirtió en uno de los únicos cuatro Blazers en toda la historia en lograr un triple-doble con 30 o más puntos, uniéndose a Sidney Wicks, Clyde Drexler (en 5 ocasiones) y Damian Lillard (en 3). Es además el segundo más joven, tras Wicks, en realizarlo.

### Selección nacional
El jugador es doble campeón de Europa con Israel en la categoría Sub-20 en los años 2018 y 2019, siendo el 2019 MVP del torneo.
En septiembre de 2022 disputó con el combinado absoluto israelí el EuroBasket 2022, finalizando en decimoséptima posición.

## Estadísticas de su carrera en la NBA

### Temporada regular
| Año     | Equipo     | PJ  | PT  | MPP  | %TC  | %3P  | %TL  | RPP | APP | ROB | TPP | PPP  |
| ------- | ---------- | --- | --- | ---- | ---- | ---- | ---- | --- | --- | --- | --- | ---- |
| 2020-21 | Washington | 54  | 32  | 23.3 | .417 | .315 | .644 | 4.9 | 1.2 | .6  | .3  | 6.3  |
| 2021-22 | Washington | 82* | 8   | 24.2 | .432 | .317 | .757 | 5.2 | 2.0 | .7  | .5  | 8.4  |
| 2022-23 | Washington | 76  | 40  | 26.6 | .437 | .297 | .739 | 6.4 | 2.8 | .9  | .4  | 9.2  |
| 2023-24 | Washington | 75  | 75  | 30.1 | .506 | .374 | .740 | 7.2 | 3.8 | .8  | .5  | 14.7 |
| 2024-25 | Portland   | 72  | 54  | 30.0 | .476 | .365 | .780 | 7.3 | 3.9 | 1.0 | .5  | 16.9 |
| Total   | Total      | 359 | 209 | 27.0 | .462 | .337 | .753 | 6.2 | 2.8 | .8  | .4  | 11.3 |

## Vida personal
Su padre es el jugador internacional por Yugoslavia Zufer Avdija. Deni Avdija tiene la doble nacionalidad de Israel y de Serbia, esta última porque su padre es ciudadano serbio.
En agosto de 2018, participó en el campamento de "Baloncesto sin Fronteras" para jóvenes talento en Belgrado, donde fue nombrado MVP. Campamento que organiza la Federación Internacional de Baloncesto (FIBA) y la  Federación de Serbia de Baloncesto que participan estrellas como Nemanja Bjelica, Bogdan Bogdanovic, Gary Harris y Nikola Jokić, exjugadores como Vlade Divac y Pedja Stojakovic, y técnicos como Popeye Jones y Gregg Popovich.